# Клин (строй)
Клин (лат. cuneus) — боевой порядок пешего и конного войска. Предположительно происходит от позднеримского porcinum caput. Римляне использовали такой строй против македонян в битве при Пидне в 168 году до н. э. и особенно успешно в Британии в битве при Рокстере в 60-м году н. э. Любопытно, что согласно Арриану и Асклепиодотусу римляне сами научились этой тактике у македонян, а те, в свою очередь, от своих северных соседей фракийцев.
Одним из достоинств сомкнутых построений типа фаланги являлось то, что каждый воин прикрывал щитом не только себя, но и своего соседа слева, и только крайний правый воин в каждой шеренге оставался без такого прикрытия. Таким образом, для построения устойчивой фаланги требовалось найти достаточного опытного крайнего правого воина для каждого ряда, и все равно сохранялся риск разрушения строя при атаке на правый, не прикрытый щитами фланг. Построение клином решало обе эти проблемы: по сути, от прямоугольной фаланги оставался лишь левый угол прикрытый щитами со всех сторон обращенных к противнику, а опытный воин требовался только один — на место во главе (на острие) клина. В тех случаях, когда малое число солдат было не достоинством, а недостатком построения, например когда надо было используя напор и силу задних рядов «протолкнуть» клин во время атаки сквозь строй противника, сзади за остриём клина пристраивали колонну из дополнительных рядов воинов.
Клин часто использовала пехота германцев в боях с римлянами и викинги в битвах с франками. По сути клин — это такое построение, при котором количество воинов в глубину больше или равно количеству воинов по фронту (в отличие от построения «фаланга», при котором фронт больше глубины). Назван так потому, что часто первый ряд был уже последующих, так как в него становились вожди, которые вели клин за собой. Задачей клина всадников было сблизиться с противником при сохранении цельности построения (очевидно, наступать широким фронтом, не разрывая его, без предварительной строевой подготовки, довольно трудно). Клин пехоты также имел своей целью общим натиском прорвать построение противника, если клину это не удавалось, то за счёт того, что задние ряды устремлялись вперёд, клин преобразовывался в фалангу. Недостатком клина перед фалангой является меньшая длина фронта, из-за чего его проще окружить. Клин использовался конницей стран Европы до начала XX века. Также такое построение называют свиньёй или кабаньей головой.